# Megaselia nigellifrons
Megaselia nigellifrons är en tvåvingeart som beskrevs av Borgmeier 1967. Megaselia nigellifrons ingår i släktet Megaselia och familjen puckelflugor. Inga underarter finns listade i Catalogue of Life.